# Vlada Avramov
Vlada Avramov, född 5 april 1979, är en serbisk tidigare fotbollsspelare.
Vlada Avramov spelade två landskamper för det serbiska landslaget.